# Darwinopterus
A Darwinopterus (jelentése: „Darwin szárnya”) a hüllők (Reptilia) osztályának a pteroszauruszok (Pterosauria) rendjébe, ezen belül a Wukongopteridae családjába tartozó nem.

## Előfordulásuk
A Darwinopterus-fajok, körülbelül a középső jura korszakban éltek, azaz 160,89-160,25 millió évvel ezelőtt; ott ahol manapság Kína fekszik. A 30-40 példányt, köztük egy tojást is, a Tiaojishan-formációhoz tartozó rétegben találták meg. Ezt a fosszilis hüllőnemet, Charles Darwin tiszteletére nevezték el.

## Megjelenésük

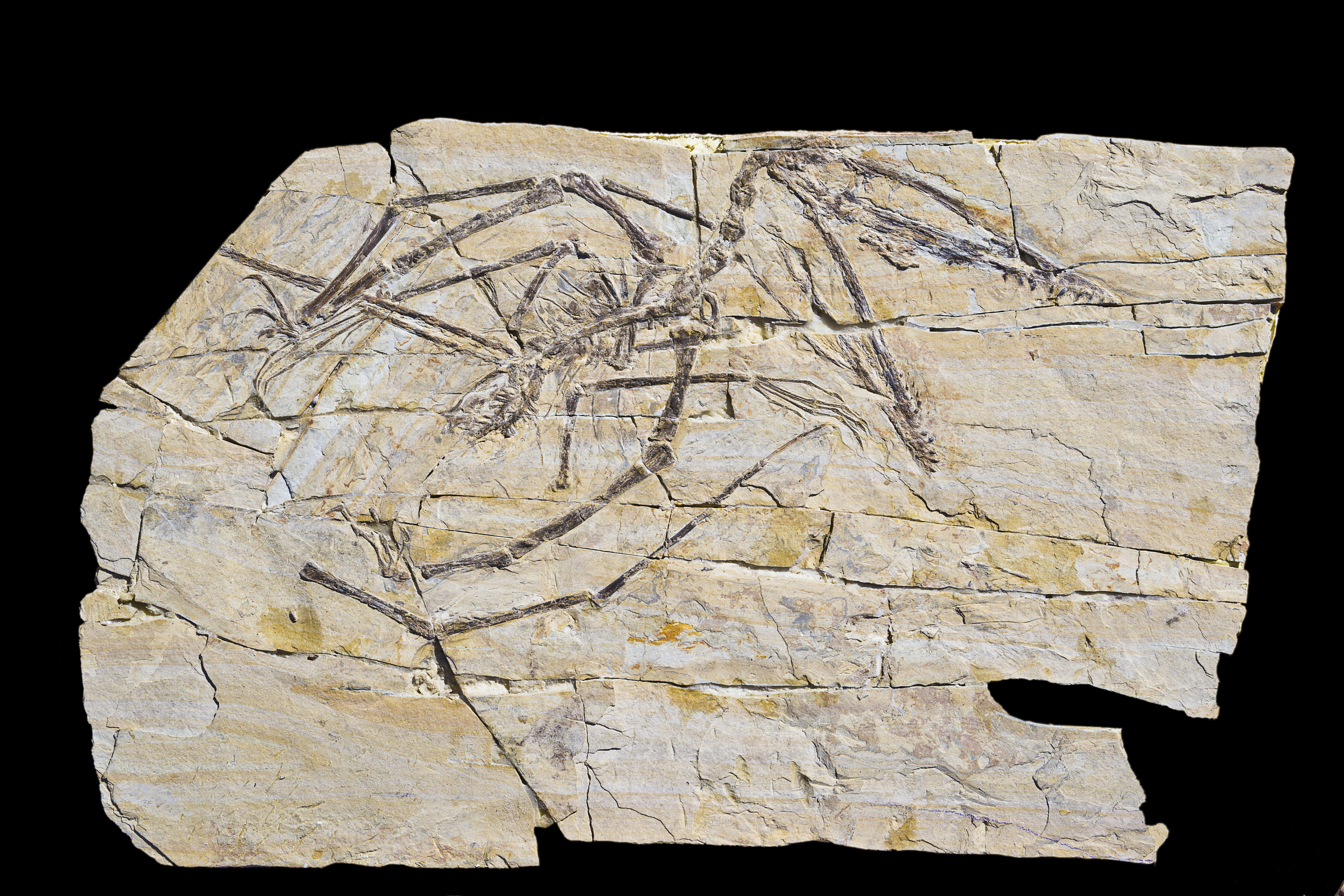
Megkövesedett Darwinopterus modularis; ez a példány 43 centiméteres

Mivel két különböző pteroszaurusz csoport is jellemzi, a kutatók szerint, a Darwinopterus hüllőnem vagy egy bazális, azaz alapi, kezdetleges pteroszaurusz ág, vagy pedig egy egészen különleges, harmadik ágról van szó. Habár a Rhamphorhynchoideákra jellemző hosszú farkuk volt, a Darwinopterus-fajok a Pterodactyloideákhoz hasonlóan hosszú nyakcsigolyákkal és egy szem előtti, koponyanyílással rendelkeztek - Rhamphorhynchoideáknak két koponyanyílásuk van. Ezeknek az állatoknak az állkapcsaikhoz képest, koponyájuknak nagy hátsó része volt, továbbá az orrcsontjuk vékony, míg csípőcsontjuk (os ilium) meghosszabbodott volt. A tüske alakú fogai egymástól távol ültek; a leghosszabb fogak az állkapocs legelső részén ültek. A farkaikat 20 csigolya alkotta; ezeket részben további csontos képződmények erősítették. A hímek fejéből vékony csont nőt ki, mely nagy szarutaréjt tartott. A három faj fogai között eltérések vannak, ami arra utal, hogy más-más táplálékot fogyasztottak; így tehát ugyanazon a helyen megélhetett mindhárom faj, anélkül, hogy nagyobb versengésbe keveredtek volna egymással.

## Rendszertani besorolásuk
A típusfaj, azaz a D. modularis, melyet 2010 februárjában írták le, egyaránt hordozza a hosszú farkú Rhamphorhynchoidea és a rövid farkú Pterodactyloidea pteroszaurusz csoportok jegyeit. A kutatók emiatt átmeneti fosszíliaként tartják számon. A típusfaj mellett még két másik faj is előkerült; a 2010 decemberében leírt D. linglongtaensis, valamint 2011 júniusában megnevezett D. robustodens. Ezek a fajok igen különlegessége miatt az alrendekbe való besorolásuk nem könnyű, más fura pteroszauruszokkal együtt, 2009-ben megalkották nekik a Wukongopteridae családot.

## Rendszerezés
A nembe az alábbi 3 faj tartozik:
- Darwinopterus linglongtaensis Wang et al., 2010
- Darwinopterus modularis Lü et al., 2010 - típusfaj
- Darwinopterus robustodens Lü et al., 2011

## Fordítás
Ez a szócikk részben vagy egészben  a   Darwinopterus című angol Wikipédia-szócikk ezen változatának fordításán alapul.  Az eredeti cikk szerkesztőit annak laptörténete sorolja fel. Ez a jelzés csupán a megfogalmazás eredetét és a szerzői jogokat jelzi, nem szolgál a cikkben szereplő információk forrásmegjelöléseként.